# Carlton County
Das Carlton County ist ein County im US-amerikanischen Bundesstaat Minnesota. Im Jahr 2020 hatte das County 36.207 Einwohner und eine Bevölkerungsdichte von 16,3 Einwohnern pro Quadratkilometer. Der Verwaltungssitz (County Seat) ist Carlton.
Teile der Fond du Lac Reservation, ein Indianerreservat der Anishinabe, liegen im Carlton County.

## Geografie

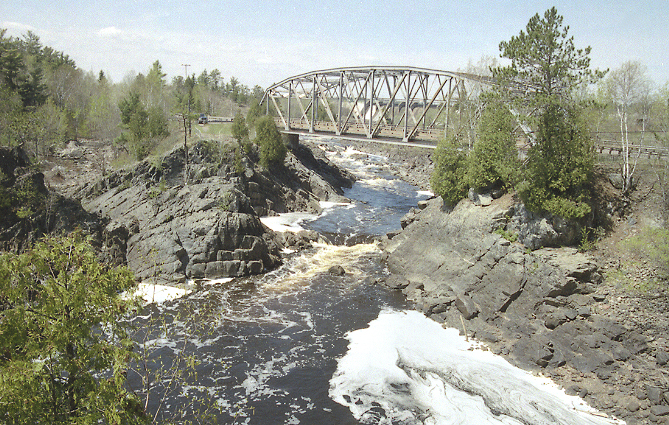
Der St. Louis River im Carlton County

Das County liegt im Nordosten von Minnesota und grenzt im Osten an Wisconsin. Es hat eine Fläche von 2267 Quadratkilometern, wovon 39 Quadratkilometer Wasserfläche sind.
Im Nordosten wird das County vom Saint Louis River durchflossen, der östlich der Countygrenze bei Duluth in den Oberen See mündet, einen der fünf Großen Seen.
An das Carlton County grenzen folgende Nachbarcountys:
|               | St. Louis County |                            |
| Aitkin County |                  |                            |
|               | Pine County      | Douglas County (Wisconsin) |

## Geschichte
Das Carlton County wurde am 23. Mai 1857 aus Teilen des Pine County und des St. Louis County gebildet. Benannt wurde es, ebenso wie die Bezirkshauptstadt, nach Rueben B. Carlton, einem frühen Siedler in diesem Gebiet.
In Moose Lake befindet sich das St. Paul Minneapolis and Sault Ste. Marie Depot (auch bekannt als Moose Lake Soo Line Depot). Das 1907 errichtete Bahnhofsgebäude ist seit 1994 im NRHP gelistet. 14 Bauwerke und Stätten des Countys sind insgesamt im National Register of Historic Places eingetragen (Stand 28. Januar 2018).

## Demografische Daten

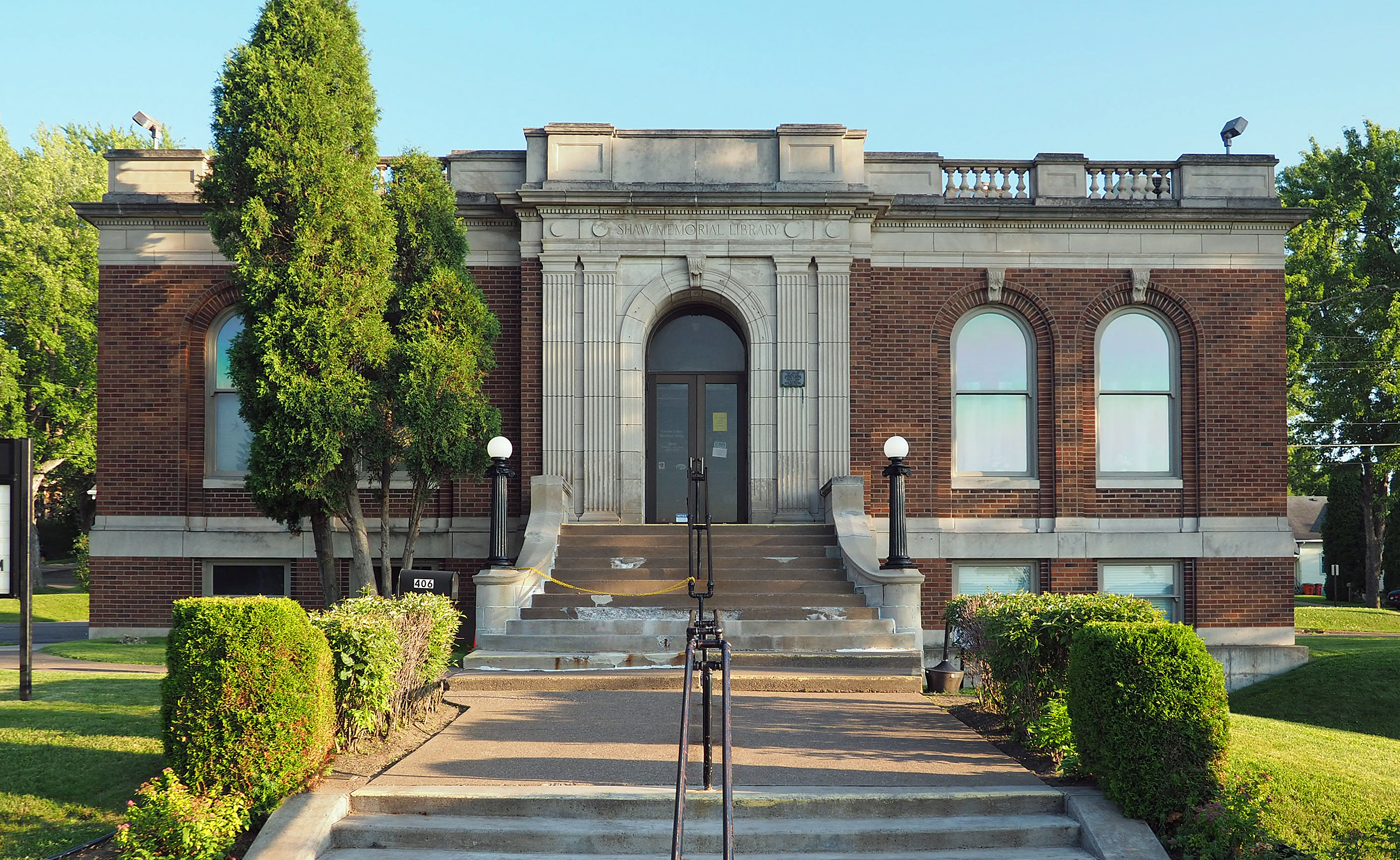
Die Shaw Memorial Library, gelistet im NRHP

Nach der Volkszählung im Jahr 2010 lebten im Carlton County 35.386 Menschen in 13.820 Haushalten. Die Bevölkerungsdichte betrug 15,9 Einwohner pro Quadratkilometer. In den 13.820 Haushalten lebten statistisch je 2,42 Personen.
Ethnisch betrachtet setzte sich die Bevölkerung zusammen aus 89,9 Prozent Weißen, 1,5 Prozent Afroamerikanern, 5,8 Prozent amerikanischen Ureinwohnern, 0,5 Prozent Asiaten sowie aus anderen ethnischen Gruppen; 2,3 Prozent stammten von zwei oder mehr Ethnien ab. Unabhängig von der ethnischen Zugehörigkeit waren 1,5 Prozent der Bevölkerung spanischer oder lateinamerikanischer Abstammung.
23,1 Prozent der Bevölkerung waren unter 18 Jahre alt, 61,9 Prozent waren zwischen 18 und 64 und 15,0 Prozent waren 65 Jahre oder älter. 47,9 Prozent der Bevölkerung war weiblich.

Das jährliche Durchschnittseinkommen eines Haushalts lag bei 53.553 USD. Das Pro-Kopf-Einkommen betrug 24.808 USD. 11,2 Prozent der Einwohner lebten unterhalb der Armutsgrenze.

## Ortschaften im Carlton County
Citys
| - Barnum - Carlton - Cloquet - Cromwell | - Kettle River - Moose Lake - Scanlon - Thomson | - Wrenshall - Wright |

Census-designated places (CDP)
- Big Lake
- Esko
- Mahtowa

Andere Unincorporated Communities
| - Atkinson - Automba - Duesler - Harney | - Holyoke - Iverson - Nemadji - Otter Creek | - Pleasant Valley - Sawyer - Scotts Corner |

## Gliederung
Das Carlton County ist neben den zehn Citys ist in 19 Townships und zwei Unorganized Territories (UT) gegliedert:
| Township           | Einwohner (2010) | FIPS     |
| ------------------ | ---------------- | -------- |
| Atkinson Township  | 406              | 27-02656 |
| Automba Township   | 140              | 27-03016 |
| Barnum Township    | 1061             | 27-03646 |
| Beseman Township   | 137              | 27-05518 |
| Blackhoof Township | 893              | 27-06328 |
| Clear Creek UT     | 160              | 27-11750 |
| Eagle Township     | 581              | 27-17332 |

| Township            | Einwohner (2010) | FIPS     |
| ------------------- | ---------------- | -------- |
| Holyoke Township    | 182              | 27-29942 |
| Kalevala Township   | 327              | 27-32264 |
| Lakeview Township   | 179              | 27-35162 |
| Mahtowa Township    | 613              | 27-39464 |
| Moose Lake Township | 1061             | 27-43972 |
| North Carlton UT    | 982              | 27-46820 |
| Perch Lake Township | 1046             | 27-50446 |

| Township              | Einwohner (2010) | FIPS     |
| --------------------- | ---------------- | -------- |
| Silver Township       | 457              | 27-60232 |
| Silver Brook Township | 648              | 27-60268 |
| Skelton Township      | 414              | 27-60664 |
| Split Rock Township   | 166              | 27-61708 |
| Thomson Township      | 5003             | 27-64768 |
| Twin Lakes Township   | 2108             | 27-65902 |
| Wrenshall Township    | 382              | 27-71806 |